# 강성은
강성은(1973년~)은 대한민국의 시인이다.

## 약력
1973년 경북 의성에서 태어났다. 2005년 <문학동네> 신인상을 받으며 등단했다. 현재 ‘인스턴트’ 동인으로 활동하고 있다.
2018년 제26회 대산문학상 시 부문에 선정되었다.

## 저서

### 시집
- 《Lo-fi》(문학과지성사, 2018)
- 《단지 조금 이상한》(문학과지성사, 2013)  : 시 전문 계간지 ‘시와 사상’에서 뽑은 ‘2013 동료들이 뽑은 올해의 젊은 시인상’을 받은 시집[3]
- 《구두를 신고 잠이 들었다 》(창비, 2009)